# Skwala curvata
Skwala curvata is een steenvlieg uit de familie Perlodidae. De wetenschappelijke naam van de soort werd voor het eerst geldig gepubliceerd in 1942 door John F. Hanson.